# Bundesinnungsverband für das Büchsenmacher-Handwerk
Der Bundesinnungsverband für das Büchsenmacher-Handwerk wurde am 12. April 1959 in Kassel gegründet. Er vertritt auf Bundesebene die Interessen der fünf Landesverbände der Innungen der Büchsenmacher, welche seit 2007 in  Süddeutschland, Mitteldeutschland, Niedersachsen, Nordrhein, Rheinland-Pfalz und Westfalen-Lippe gegliedert sind. Zudem unterstützt er die Landesinnungen in der Erfüllung ihrer gesetzlichen und satzungsmäßigen Aufgaben, unterbreitet Anregungen und Vorschläge, erstellt Gutachten, unterstützt bei der Organisation und Förderung der Aus- und Weiterbildung der Büchsenmacher und wirkt beim Abschluss von Tarifverträgen mit. 
Er ist hierbei Partner im Zentralverband des Deutschen Handwerks, im Verband Deutscher Büchsenmacher und Waffenfachhändler e.V. (VDB), im Verband der Hersteller von Jagd- und Sportwaffen, sowie Mitglied im Bundesverband zivile Legalwaffen.